# ФК „Шльонск“
Шльонск Вроцлав (на полски: Śląsk Wrocław) е полски футболен клуб от град Вроцлав. Той е шампион на Полша за сезони 1976/77 и 2011/2012. Двукратен носител на Купата на Полша (1975/76, 1986/87), носител на Суперкупата на Полша през 1987 г. и носител на Купата на Лигата през сезон 2008/09.
Името на клуба означава Силезия (на полски: Śląsk).

## Успехи
- Екстракласа:
  -  Шампион (2): 1976/77, 2011/12
  -  Второ място (4): 1977/78, 1981/82, 2010/11, 2023/24
  -  Трето място (2): 1974/75, 2012/13

- Купа на Полша:
  -  Носител (2): 1975/76, 1986/87
  -  Финалист (1): 2012/13

- Купа на Лигата:
  -  Носител (1): 2009

- Суперкупа на Полша:
  -  Носител (16): 1987, 2012

- I Лига на Полша:
  -  Шампион (3): 1963/64, 1994/95, 1999/2000

## Състав 2015/16
Настоящ състав
- Шльонск Вроцлав – Настоящ състав

## Известни играчи
- Лукаш Гикевич
- Томаш Кушчак
- Валдемар Собота

## Български футболисти
- Алекс Петков: 2023- (46 мача - 1 гол)
- Симеон Петров: 2024-
- Силвестър Джаспър: 2024- (10 мача - 0 гола)